# بخش خنرال روکا (ریو نگرو)
بخش خنرال روکا (به اسپانیایی: Departamento General Roca) یک منطقهٔ مسکونی در آرژانتین است که در استان ریو نگرو، آرژانتین واقع شده‌است.